# Tarek Majzoub
Tarek Majzoub (auch Tarek al-Majzoub, arabisch طارق المجذوب, DMG Ṭāriq al-Maǧḏūb; * um 1960) ist ein libanesischer Jurist und Hochschullehrer. Von Januar bis August 2020 war er Bildungsminister im Kabinett Diab.
Majzoub studierte an der McGill University. In seiner beruflichen Karriere war er Richter am State Shura Council und Professor für Rechtswissenschaft an der Universität La Sagesse in Beirut. Am 21. Januar 2020 wurde Majzoub von Hassan Diab als Vertreter der sunnitischen Bevölkerungsgruppe zum Bildungsminister in dessen Kabinett berufen. Wie auch der neu berufene Telekommunikationsminister Talal Hawat soll Majzoub dem pro-syrischen Abgeordneten Faisal Karami nahestehen.
Nach dem Rücktritt von Hassan Diab als Ministerpräsident am 10. August 2020 blieb der Minister bis zur Bildung eines neuen Kabinetts geschäftsführend im Amt.